# Петервашара
Петервашара (мађ. Pétervására) град је у северној Мађарској. Петервашара је град у оквиру жупаније Хевеш.
Град је имала 2.616 становника према подацима из 2002. године.

## Географија
Град Петервашара се налази у северном делу Мађарске. Од престонице Будимпеште град је удаљен 120 километара северно.
Петервашара се налази у области мађарског дела планина Татри, подно планине Матра. Надморска висина града је приближно 175 m.